# Adem Jashari
Adem Jashari (albanese: Adem Jashari); Prekaz, 28 novembre 1955 – Prekaz, 7 marzo 1998) è stato un generale albanese.
È considerato uno degli artefici principali della liberazione del Kosovo, insieme a Zahir Pajaziti.
Jashari è stato uno dei capi e fondatori dell'Esercito di Liberazione del Kosovo (noto anche con gli acronimi inglese KLA ed albanese UÇK) nella zona di operazioni di Drenica, dichiarato eroe nazionale del Kosovo.
Il governo jugoslavo di Slobodan Milošević lo considerava un terrorista, e nel luglio 1997 un tribunale jugoslavo lo aveva condannato in contumacia per azioni terroristiche, ma il processo era stato condannato dai gruppi internazionali per la difesa dei diritti umani.
Venne ucciso nel 7 marzo del 1998, insieme con la maggior parte della sua numerosa famiglia si salvarono solo 3 persone di essa , nell'attacco portato alla sua casa a Prekaz da parte delle forze di sicurezza serbe.

## Biografia

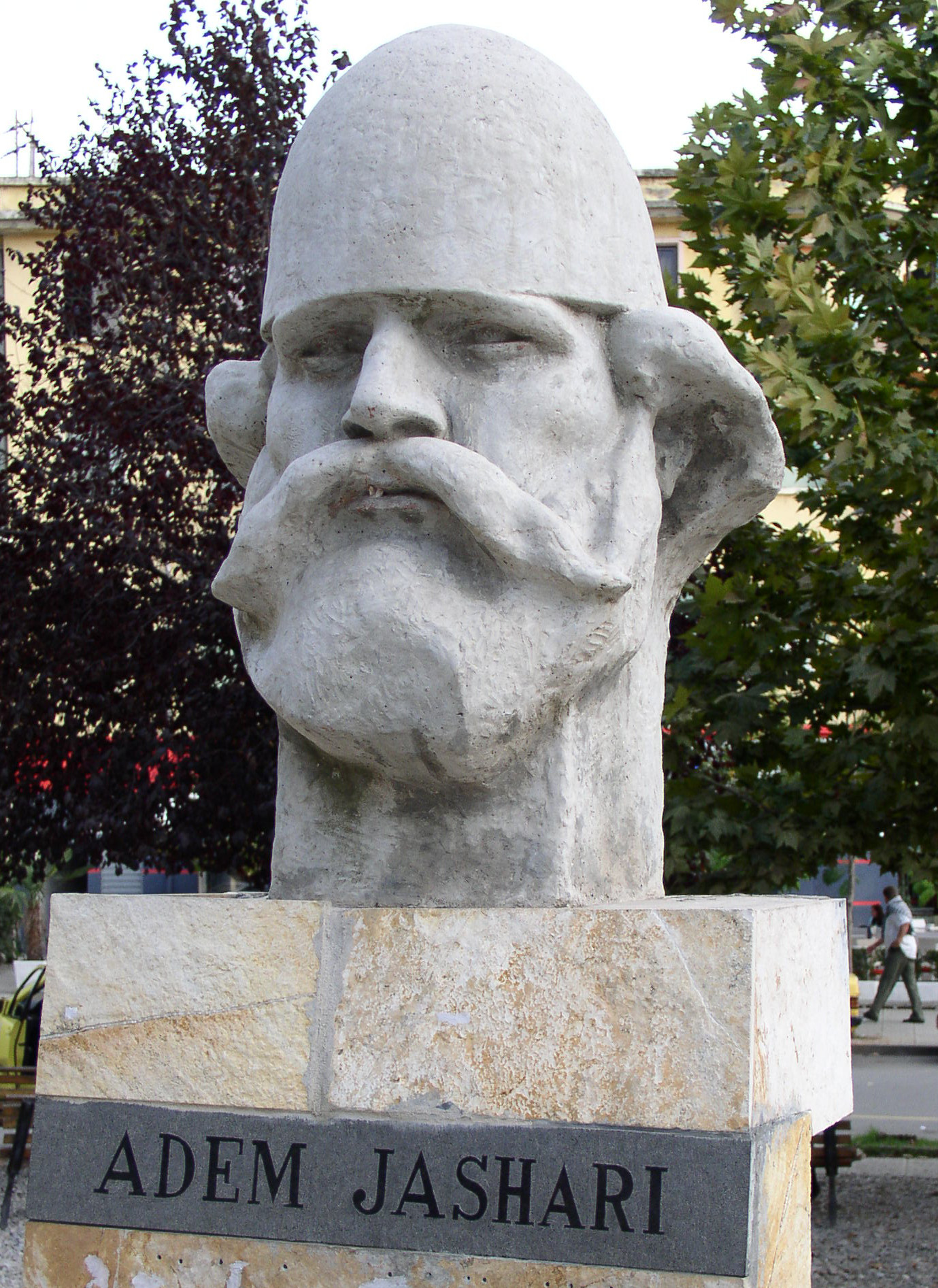
Busto di Adem Jashari nel centro di Tirana

Adem Jashari nacque a Prekaz, un villaggio della municipalità di Mitrovica nel nord del Kosovo.
Nel 1991 Jashari si trasferì in Albania per addestrarsi con i primi volontari che in seguito confluirono nell'Esercito di Liberazione del Kosovo. La prima battaglia tra Jashari ed i suoi commilitoni e le forze federali serbe si svolse la mattina del 30 dicembre 1991. La casa di Jashari fu circondata da molti uomini delle forze di sicurezza serbe che richiesero la sua resa. Jashari riuscì a rompere l'assedio ed in seguito partecipò a numerose azioni contro l'esercito serbo e la polizia.
Il 28 febbraio 1998 un gruppo di combattenti dell'UÇK guidato da Adem Jashari fu attaccato da pattuglie della polizia serba ed uccise quattro poliziotti ferendone altri due. Nell'attacco restarono uccisi anche sedici membri dell'UÇK.

### La morte
Nelle prime ore del mattino del 5 marzo 1998, il villaggio di Prekaz fu nuovamente attaccato da ingenti forze dell'esercito serbo e della polizia.
Gli attaccanti formarono un secondo cerchio di truppe per prevenire ogni possibile fuga. La forza d'attacco era composta da circa 7.000 militari con veicoli corazzati e armati di artiglieria proveniente da una vicina fabbrica di munizioni.
Molti abitanti del villaggio furono uccisi, per alcuni si trattò di vere e proprie esecuzioni.
Gli attaccanti intimarono a Jashari di uscire ed arrendersi, e gli concessero un ultimatum di due ore per prendere in considerazione l'offerta. Allo scadere dell'ultimatum iniziò la sparatoria. Su una delle case la polizia esplose colpi di mortaio seguiti da lanci di gas lacrimogeno. La maggior parte della numerosa famiglia di Jashari si era raccolta in una casa singola. Il bombardamento continuò per altre 36 ore prima che l'esercito serbo e la polizia potessero finalmente entrare. Jashari riuscì a uccidere più di 100 uomini secondo fonti albanesi, e 150 secondo fonti serbe. Adem Jashari insieme a 52 membri della sua famiglia furono uccisi, alcuni dei quali bruciati ed irriconoscibili. Quel giorno morirono 12 bambini e 18 donne membri della famiglia Jashari.

## Conseguenze
Dopo la sua morte Adem Jashari è diventato un simbolo dell'indipendenza per gli albanesi kosovari, come dimostrato anche dalle molte t-shirt con la sua immagine indossate dai manifestanti dopo la dichiarazione d'indipendenza del Kosovo di domenica 17 febbraio 2008.

Le t-shirt riportano anche il motto "Bac u kry!" che può essere tradotto in “Bac=Uomo saggio, di un'età più vecchia e sapiente”; Kry= è fatta”'"fratello', un motto che secondo gli ideatori simboleggia l'ottenuta indipendenza del Kosovo dalla Serbia.

Tuttavia, gli attacchi di Jashari e la ribellione da lui ispirata sono state a volte paragonati al comportamento dei ribelli della Drenica del passato.
(Tim Judah, Kosovo: War and Revenge and The Serbs: History, Myth and the Destruction of Yugoslavia)
La casa della sua famiglia a Prekaz è stata trasformata in una specie di santuario, e l'anniversario della sua morte è ricordato nelle epopee dell'Esercito di Liberazione del Kosovo. Nel 2008 gli è stato attribuito il titolo di '"eroe del Kosovo" da parte del Primo Ministro del Kosovo.
L'Aeroporto internazionale di Pristina, il principale aeroporto del Kosovo, è intitolato alla memoria di Adem Jashari.